# Władysław Ostrowski (prawnik)
Władysław Ostrowski ps. „Biały” (ur. 1916, zm. 1963 w Warszawie) – żołnierz Tajnej Organizacji Wojskowej „Gryf Pomorski” po wojnie asesor, a później sędzia Izby Karnej Sądu Najwyższego.

## Życiorys
Urodził się 13 września 1916 r. w Raduniu pow. kościerski jako syn rolnika Jana i Leokadi z d. Dziemiańskiej. Ukończył gimnazjum w Kościerzynie, zaś maturę uzyskał w 1936 r. Studiował na Wydziale Prawa Uniwersytetu w Poznaniu. Podczas studiów ze względu na trudną sytuację pracował zarobkowo.
W 1939 r. studia przerwała wojna. Do 1942 r. pracował na gospodarstwie rodziców. Później ze względu na przymus podpisania Volkslisty ukrywał się na terenie pow. kościerskiego, równocześnie w tym okresie przystąpił do TOW „Gryf Pomorski”. Według niepotwierdzonych po wojnie informacji, brał jako sędzia sądu organizacyjnego udział w wydaniu wyroku śmierci na b. komendanta naczelnego TOW „GP” Józefa Gierszewskiego. Uczestniczył też w niektórych zebraniach Rady Naczelnej „Gryfa”. W 1944 r. podjął pracę jako robotnik w majątku w Grunowie pow. chojnicki.
Po wojnie ukończył studia prawnicze na Uniwersytecie Poznańskim, a pracę magisterską obronił w kwietniu 1947 r. Aplikację odbył w Sądzie Apelacyjnym w Toruniu. Był asesorem w sądzie Okręgowym w Chojnicach, a w 1950 r. przeniósł się do Sępólna. W maju 1957 r. został sędzią Izby Karnej Sądu Najwyższego w Warszawie. Zmarł w Warszawie 31 października 1963 r.